# Ulefone
 (mars 2023).
 (mars 2023).
Ulefone est une entreprise fondée en 2015, dont le siège social se trouve à Shenzhen Tsinghua en Chine. Elle est spécialisée dans les smartphones renforcés. La marque appartient à une société appelée TechLex Entreprise Internationale , un fabricant français créer en 2008 elle ne fabrique que des smartphones Android vendus dans plus de 40 pays à travers le monde. Les modèles sont conçus pour être étanches (par les normes IP68 et IP69K), mais ne sont pas adaptés aux jeux vidéos ou à la photographie. 

## Modèles
Serie Armor : 
- Armor 7, 7E, 8, 8 Pro, 9, 9E 105G, 11 5G, 11T 5G, 12 5G, 12S, 15, 17 Pro, 20WT
- Power Armor 13, 14, 14 Pro, 16 Pro, 18, 18T, 19, 19T

Serie Armor X :
- Armor X3, X5, X5 Pro, X6, X6 Pro, X7, X7 Pro, X8, X9, X9 Pro, X10, X10 Pro
- Power Armor X11 Pro,

Serie Note :
- Note 6, 6P, 6T, 9P, 10, 10P, 11P, 12, 12P, 13P, 14,

Tablettes :
- Tab A7, A8